# مؤرض

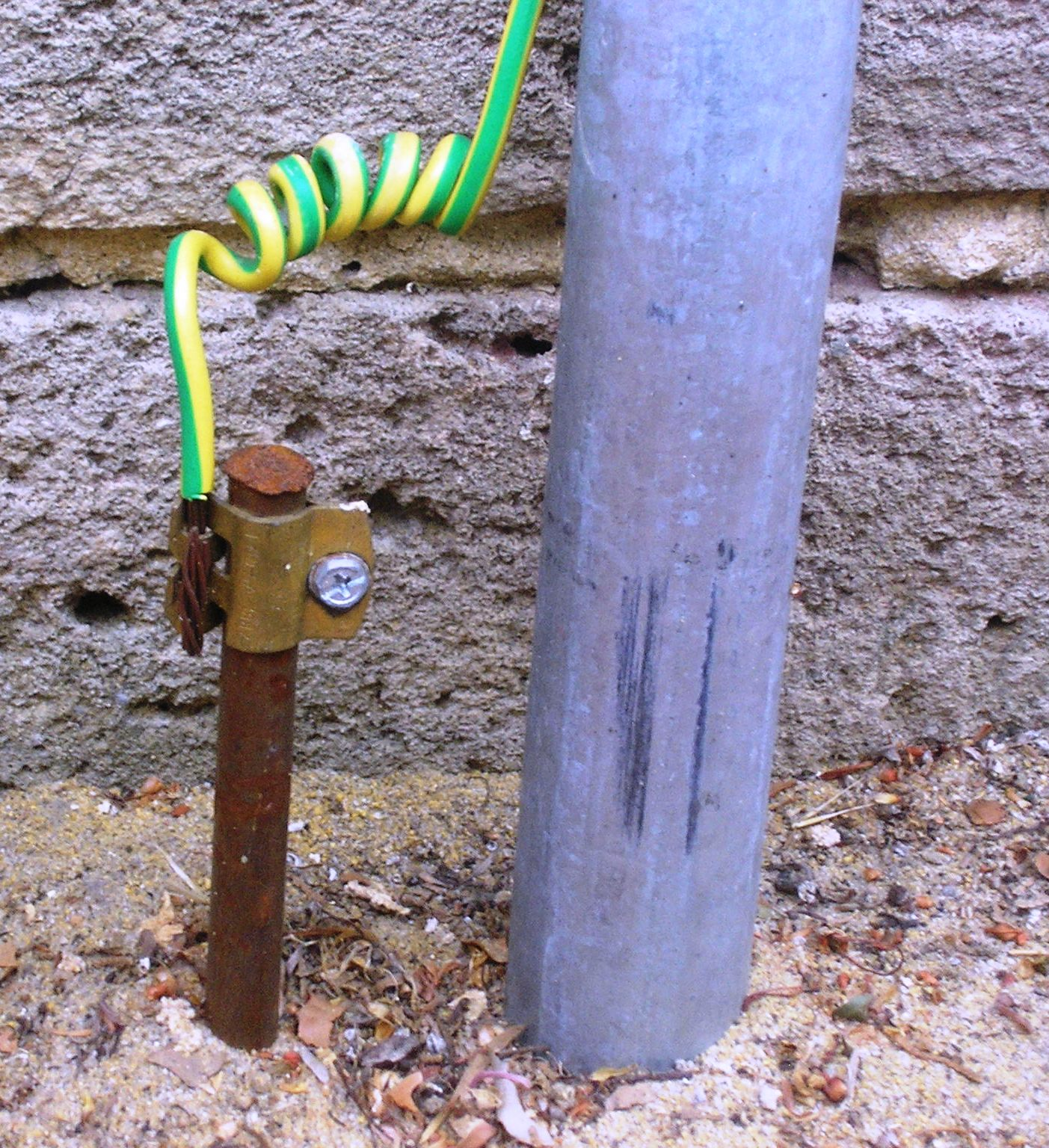
المسرى الأرضي أو المأخذ الأرضي (القضيب البني على اليسار). لاحظ لون سلك التأريض (أخضر وأصفر)

المؤرض أو الأرضي هو اتصال مباشر بكتلة الأرض. قد تكون الدوائر الكهربائية مرتبطة بالمؤرض لعدة أسباب. يتم التوصيل الأرضي، في الدوائر الكهربائية، لتوفير السلامة قصد حماية الناس من خطر الصعق الكهربائي الناتج عن قصور العزل أو انهياره.
إذا امتدت دائرة كهربائية عبر مسافة طويلة - مثلا في مصنع مترامي الأطراف - قد تتولد تيارات رجعية (return current) تصعب من الإبقاء على مستوى أرضي موحد. ويتغلب المصمم على هذه المشكلة باستعمال العزل الكهربائي.